# Banned in D.C.: Bad Brains' Greatest Riffs
Banned In D.C.: Bad Brains' Greatest Riffs è una raccolta del gruppo hardcore punk statunitense Bad Brains, pubblicata nel 2003.
La raccolta contiene un unico inedito, la versione strumentale di Riot Squad.

## Tracce
1. Pay to Cum (7" version)
2. I Against I (The Omega Sessions album version)
3. Don't Bother Me (Black Dots album version)
4. I (Bad Brains album version)
5. Regulator (Black Dots album version)
6. F.V.K. (Bad Brains album version)
7. Re-Ignition (I Against I album version)
8. Sailin' On (Rock for Light album version)
9. How Low Can A Punk Get? (Black Dots album version)
10. At the Movies (Rock for Light album version)
11. With the Quickness (Quickness album version)
12. Sacred Love (I Against I album version)
13. Soul Craft (Quickness album version)
14. Voyage to Infinity (Quickness album version)
15. Banned in DC (Rock for Light album version)
16. Big Takeover (The Youth Are Getting Restless album version) #Joshua's Song (Rock for Light album version)
17. I and I Survive (12" version) #The Meek (Rock for Light album version)
18. I Luv I Jah (The Omega Sessions album version)
19. The Prophet's Eye (Quickness album version)
20. Riot Squad (instrumental version)
21. I Against I [multimedia track]

## Crediti[2]
- H.R. - voce
- Dr. Know - chitarra
- Darryl Jenifer - basso, produttore esecutivo
- Earl Hudson - batteria
- Bad Brains - produttore, sequencing
- Anthony Countey - produttore esecutivo, mastering, assemblaggio
- Alan Douches - mastering, assemblaggio
- Steven Fitzstephens - assistente
- Adrian Moeller - fotografia, design copertina
- Gary Broyhill, Elisa Casas, Leslie Clague, Kim Graff, Steve Hanner, Jay Rabinowitz, Pat Allen Robinson, Michael Trifle, Sarah Woodell - fotografia
- Paul Rachman - direttore video